# SimCity (serie)

Una schermata di gioco di SimCity (2013)

SimCity è una serie di videogiochi di simulazione creati da Will Wright, sviluppati da Maxis e distribuiti da Electronic Arts, facenti parte della più vasta gamma dei videogiochi Sim (tra cui The Sims). Si tratta di una serie di videogiochi nella quale il giocatore ricopre la carica di sindaco e nella quale deve creare una città e farla prosperare. La prima versione, SimCity, è uscita nel 1989. Da allora sono uscite svariate versioni per PC e console. Fino all'avvento di The Sims nel 2000 è stata la serie di punta della Maxis.

## SimCity
La prima versione della serie, chiamata in fase di sviluppo Micropolis, è uscita nel 1989 ed aveva la visuale dall'alto. Nel 2007 SimCity è stato inserito tra i 10 giochi più importanti di sempre. Nel 2008, la prima versione di SimCity è uscita in Open source con il nome Micropolis.
- SimCity (PC e console)

### Open source
- Micropolis

## SimCity 2000
Originalmente uscito nel 1994 per Mac OS e MS-DOS, il sequel di SimCity è poi uscito per altri sistemi operativi quali: Amiga (1994), Microsoft Windows (1995), SNES (1995), Sega Saturn (1995), PlayStation (1996), Nintendo 64 (1998), Pocket PC (1999) e Game Boy Advance (2003). Dal 2008 è disponibile per PlayStation 3 e PlayStation Portable tramite PlayStation Network. La principale novità di SimCity 2000 è la grafica isometrica.
- SimCity 2000 (PC e console)

### Espansioni
- SimCity 2000: Scenarios Vol. I: Great Disasters

### Edizioni speciali
- SimCity 2000 Special Edition
- SimCity 2000 Network Edition

### Altro
- SimCity 2000: Urban Renewal Kit

## SimCity 3000
Uscito nel 1999, SimCity 3000 ha caratteristiche notevolmente migliorate rispetto al predecessore. L'aspetto grafico è migliorato e la complessità del gioco è aumentata, dando nuove sensazioni al giocatore. Nel 2009 è uscita una versione per iPhone.
- SimCity 3000 (PC)

### Edizioni speciali
- SimCity 3000 Unlimited (Nord America e Oceania)
- SimCity 3000 Deutschland (Germania)
- SimCity 3000 UK Edition (Regno Unito e Irlanda)
- SimCity 3000 World Edition (altre Nazioni)

### Mobile
- SimCity iPhone

### Altro
- SimCity 3000: Building Architect Tool

## SimCity 4
Ancora oggi considerato dai fan della serie il miglior SimCity di sempre, SimCity 4 offre numerose novità rispetto al 3000, quali una nuova grafica, ancora in 2D, nuovi edifici e numerose libertà di gioco.
- SimCity 4 (PC)

### Espansioni
- SimCity 4: Rush Hour

### Compilation
- SimCity 4: Deluxe Edition

## SimCity Societies
SimCity Societies è stato il primo SimCity a non essere stato sviluppato dalla Maxis, impegnata con lo sviluppo di Spore, ma dalla Tilted Mill Entertainment. Uscito nel 2007, questo capitolo ha tolto numerose caratteristiche del gioco presenti fino a SimCity 4, quali le zone, i collegamenti elettrici e dell'acqua e così via. Perciò è stato aspramente criticato dai fan della serie, a tal punto da far dubitare l'appartenenza di Societies alla serie. È il primo SimCity con grafica 3D.
- SimCity Societies

### Espansioni
- SimCity Societies: Destinations

### Compilation
- SimCity Societies: Deluxe Edition

## SimCity (2013)
Annunciato nel 2012 ed uscito nel 2013, il nuovo SimCity ha riportato la serie indietro fino a SimCity 4, ripristinando le zone ed altre caratteristiche di SimCity. È il primo SimCity ad essere multiplayer, aspetto criticato dai giocatori che hanno avuto difficoltà con i server della EA Games. Successivamente, date le numerose richieste, è stata aggiunta la modalità offline ed i server sono stati ottimizzati e resi più stabili e veloci. Il titolo è stato inoltre criticato per una rimozione di numerose caratteristiche tipiche della serie e soprattutto tipiche dell'amato SimCity 4, tra le più importanti troviamo: i tralicci, le tubature della rete idrica e la possibilità di decidere le somme di denaro destinate ai servizi pubblici. A causa di queste importanti mancanze dell'ultimo titolo della saga, gli utenti più legati alla serie hanno ritrovato i pregi di SimCity 4 nel videogioco sviluppato da Colossal Order Cities: Skylines.
- SimCity
- SimCity: Città del Futuro

### Edizioni speciali e compilation
- SimCity Digital Deluxe

## Edizioni per console
- SimCity (Super Nintendo) sviluppato sulla base di SimCity
- SimCity 64 (Nintendo 64), sviluppato sulla base di SimCity 2000
- SimCity DS (Nintendo DS), sviluppato sulla base di SimCity 3000
- SimCity DS 2 (Nintendo DS), in Europa chiamato SimCity Creator
- SimCity Creator (Nintendo Wii)
- SimCity: BuildIt (Android, iOS e Kindle Fire)

## Edizioni online
- SimCity Social, gioco su Facebook